# Tetsuo Sugamata
Tetsuo Sugamata (jap. 菅又 哲男 Sugamata Tetsuo; ur. 29 listopada 1957) – japoński piłkarz, reprezentant kraju.

## Kariera klubowa
Od 1980 do 1987 roku występował w klubie Hitachi.

## Kariera reprezentacyjna
W reprezentacji Japonii zadebiutował w 1978. W reprezentacji Japonii występował w latach 1978-1984. W sumie w reprezentacji wystąpił w 23 spotkaniach.

## Statystyki
| Reprezentacja Japonii | Reprezentacja Japonii | Reprezentacja Japonii |
| Rok                   | Mecze                 | Gole                  |
| --------------------- | --------------------- | --------------------- |
| 1978                  | 1                     | 0                     |
| 1979                  | 0                     | 0                     |
| 1980                  | 7                     | 0                     |
| 1981                  | 3                     | 0                     |
| 1982                  | 6                     | 0                     |
| 1983                  | 5                     | 0                     |
| 1984                  | 1                     | 0                     |
| Razem                 | 23                    | 0                     |